# U-Bahnhof Nywky
Der U-Bahnhof Nywky (ukrainisch Ни́вки (станція метро) Nywky (stanzija metro) ⓘ, russisch Нивки (станция метро)) ist ein U-Bahnhof der Metro Kiew in der ukrainischen Hauptstadt Kiew.

## Geschichte
Der Bau des U-Bahnhofes war Teil des 5. Bauabschnittes des Baus der Kiewer Metro, zusammen mit den Bahnhöfen "Oktjabrskaja" (jetzt "Berestejska") und "Swjatoschino". Bei allen drei Stationen handelt es sich um Typbauten, die die damaligen stilistischen Vorstellungen der sowjetischen Architektur widerspiegeln. Diies Epoche war durch den "Kampf gegen architektonische Exzesse" gekennzeichnet. Dies führte zu einer bewusst schlichten, glattflächigen Ausführung der Bauten, zur Reduzierung auf wenige, einfache geometrische Formen und den Verzicht auf Ornamente.
Ihren Namen erhielt die Station nach der historischen Siedlung "Niwki", die sich ungefähr an der Stelle des Bahnhofes am gleichnamigen Fluss befand. Die Siedlung ist im Stadtbild Kiews aufgegangen, die ursprüngliche Bebauung blieb nicht erhalten, jedoch erhielt ein nahegelegenes Wohngebiet den ebenfalls Namen "Nywky". Die Station gehört zu den wenigen Bahnhöfen der Kiewer Metro, deren Name nach 1990 nicht geändert wurde.
Der Bau des fünften Bauabschnittes begann 1965. Mit ihm sollten die westlichen Stadtbezirke Kiews erschlossen und die vorhandenen Straßenbahnlinien zumindest teilweise abgelöst werden. Geplant war zunächst der Bau von vier Bahnhöfen; "Oktjabrskaja" (jetzt "Berestejska"), "Schtscherbakowskaja" (an der Ecke der Schtscherbakowskaja-Straße), "Sawodskaja" (in der Nähe des Werks "Roter Bagger" und des Bahnhofs "Swjatoschino") und "Swjatoschino" (im Bereich des heutigen U-Bahnhofes "Schitomirskaja "). Später wurden die Planungen angepasst und der vierte Bahnhof gestrichen. Errichtet wurden alle drei Bahnhöfe in offenen Baugruben. Die für 1970 geplante Eröffnung dieses Streckenabschnittes musste um ein Jahr verschoben werden. Bereits vor der Eröffnung erhielt der im Projekt noch "Schtscherbakowskaja" genannte Bahnhof den Namen "Niwki" bzw. "Nywky".

## Architektur
Der Bahnhof liegt in geringer Tiefe, was zu einigen Besonderheiten bei der Konstruktion führte. Auf eine Rolltreppenanlage konnte verzichtet werden, der Zugang zum Bahnsteig erfolgt über gewöhnliche Treppen. Auch gehört die Station zu den wenigen Bahnhöfen der Kiewer Metro, deren Bahnsteig von beiden Enden zugänglich ist.
Der unterirdische Teil des Bahnhofs ist eine Konstruktion aus drei Tunnelröhren, wobei die mittlere Röhre den 100 m langen und 10,0 m breiten Mittelbahnsteig aufnimmt, während in den beiden seitlichen Röhren die Gleise der Metro verlaufen. Zur Anwendung kam hier ein Typbau aus Stahlbeton, der auch in den Bahnhöfen "Oktjabrskaja" und "Swjatoschino" verwendet wurde. Die Säulen, die die Mittelhalle von den Seitenteilen trennen, haben einen runden Querschnitt.
Akzente in der sehr schlichten Gestaltung der Station werden durch die Verwendung glasierter Keramikfliesen an den Seitenwänden und für die Verkleidung der Pfeiler erreicht, wobei Seitenwände und Pfeiler farblich stark kontrastieren. An den Wänden entlang zieht sich ein Fries aus Kacheln mit floralen Motiven, die senkrechten Kabelkanäle sind mit Kacheln verziert, die ebenfalls florale Motive zeigen. Da in der Ausgestaltung auf politische Motive verzichtet wurde und der Name der Station in der russischen und ukrainischen Sprache gleich geschrieben wird
, blieb der Bahnhof bislang von Säuberungen seiner Ausgestaltung verschont.
Architekten des Bahnhofes waren Boris Iwanowitsch Prijmak, Igor Leonidowitsch Maslenkow, Woldemar Stanislawowitsch Bogdanowskij und Tamara Alexejewna Zelikowskaja. Für die künstlerische Ausgestaltung der Station waren Nina Iwanowna Fjodorowa und Anna Grigorjewna Scharai verantwortlich, letztere gestaltete die Keramiken im Bahnhof.

## Lage und Zugang
Wie bei allen Bahnhöfen des 5. Bauabschnittes wurde auch hier auf ein oberirdisches Empfangsgebäude verzichtet. Die Kassenhalle befindet sich unterhalb des Straßenniveaus, von ihr führen Treppen zum Bahnsteig bzw. auf die Straße. Die Station befindet sich an der Schtscherbakowskaja-Straße in unmittelbarer Nähe deren Kreuzung mit dem Siegesprospekt. Der Bahnhof dient vorrangig zur Erschließung der Wohnkomplexe "Nywky" und "Wynohradar". In der Nähe befinden sich auch der Niwki-Park und der Eichenhain.

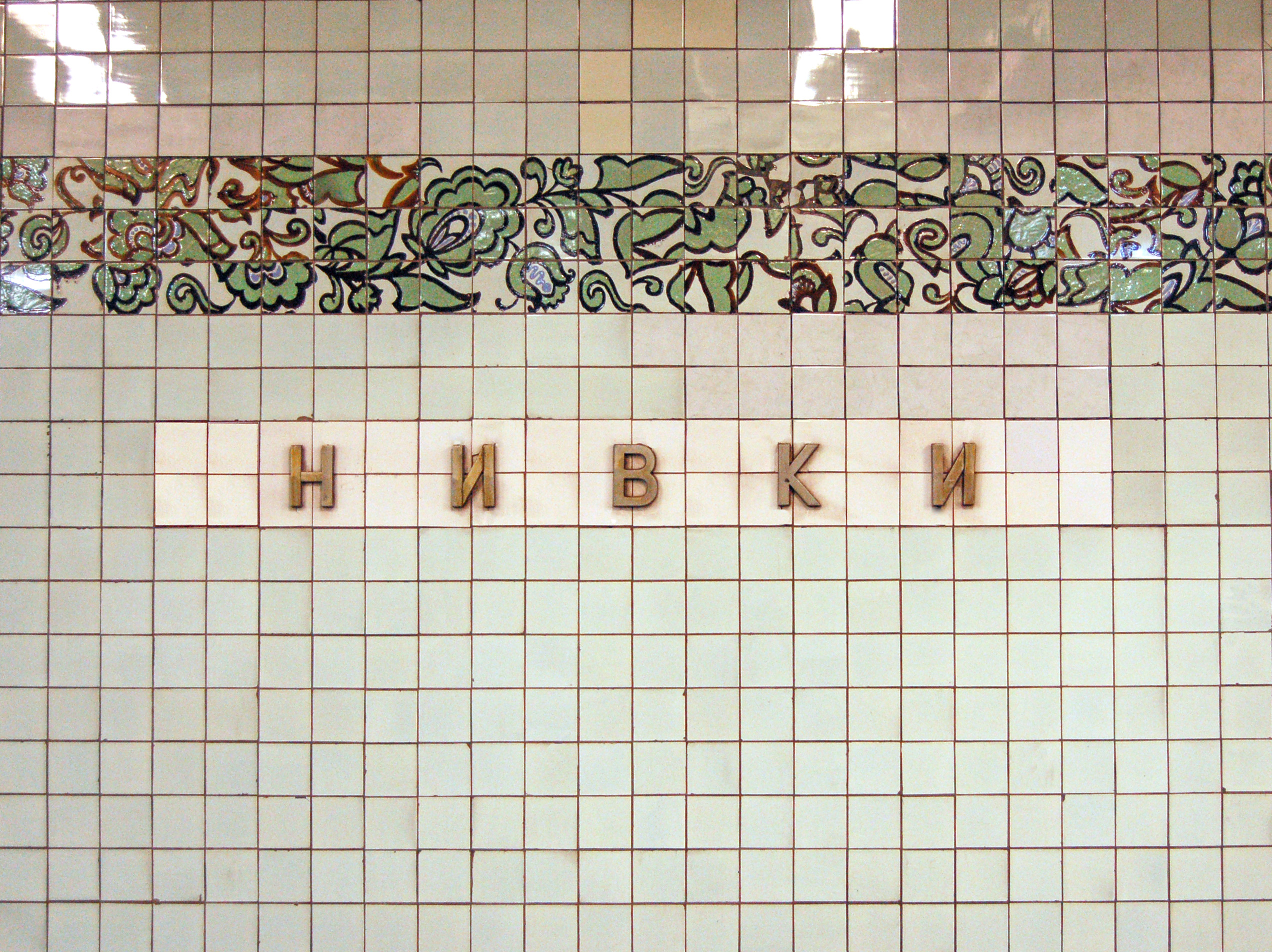
Stationsname
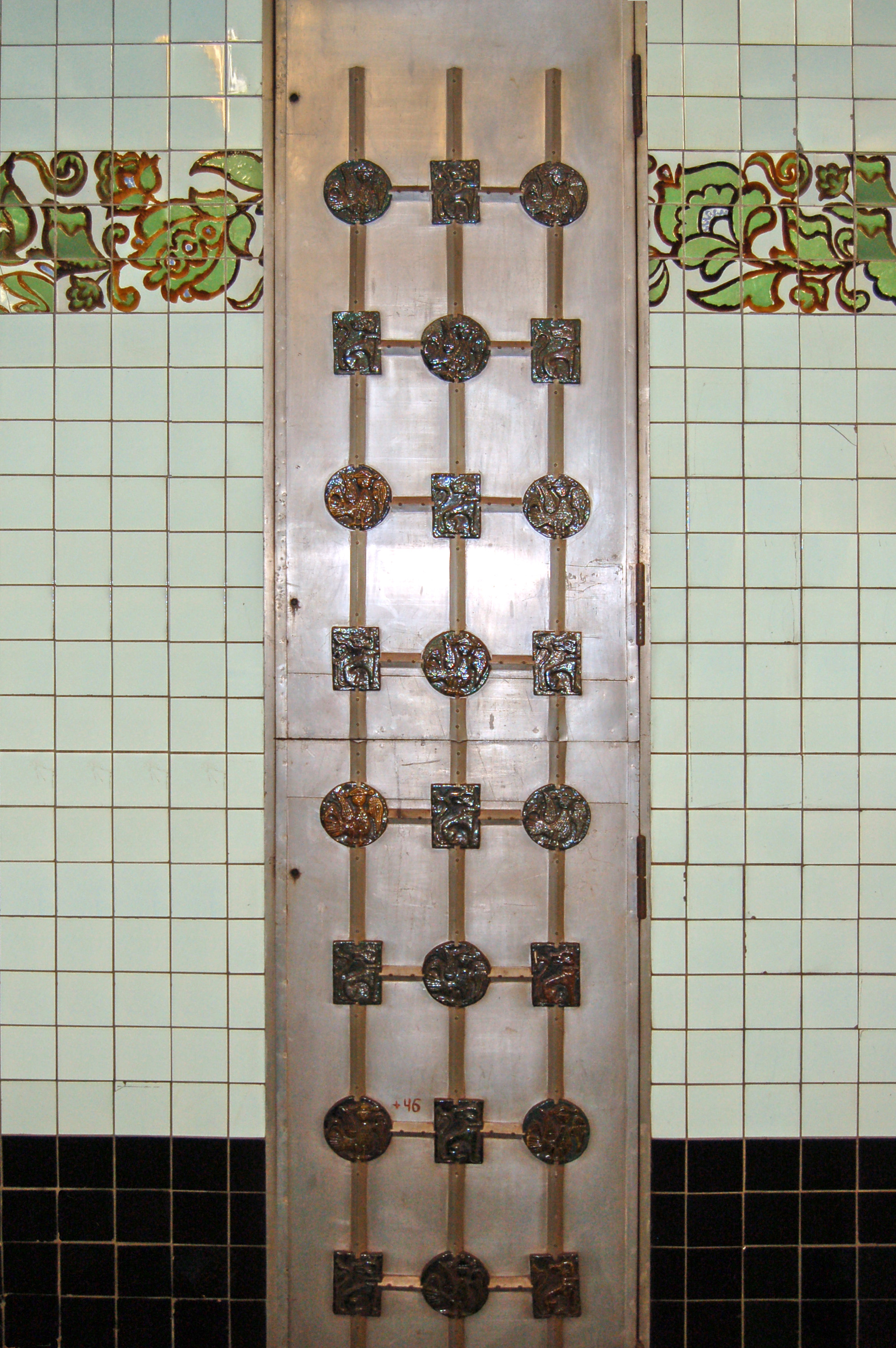
Verkleidung der Kabelkanäle
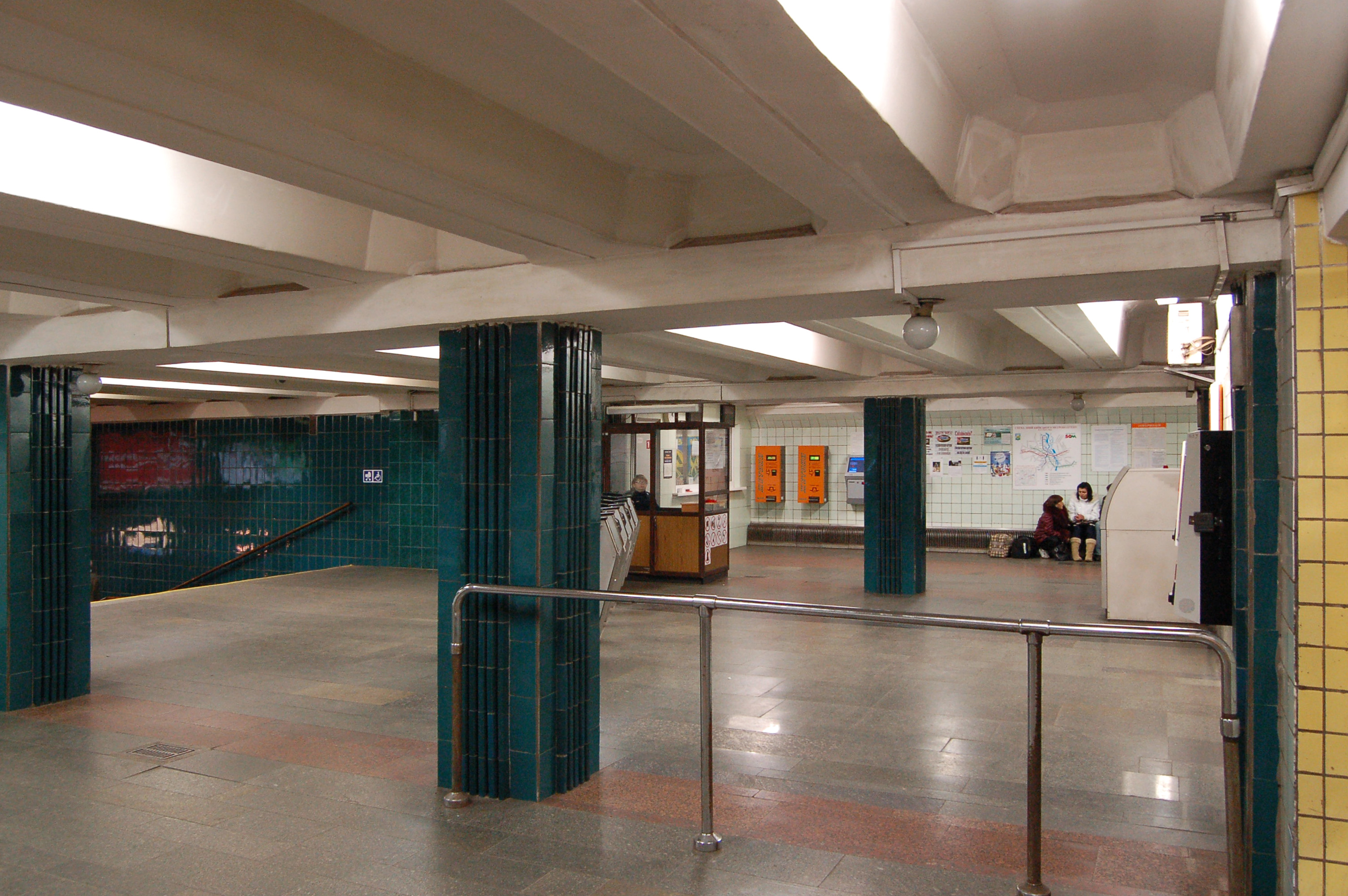
Kassenhalle